# Fortis Championships Luxembourg 2001
Il Fortis Championships Luxembourg 2001 è stato un torneo di tennis giocato sul cemento indoor. È stata la 11ª edizione del torneo, che fa parte della categoria Tier III nell'ambito del WTA Tour 2001. Il torneo si è giocato a Lussemburgo dal 22 al 28 ottobre 2001.

## Campionesse

### Singolare
Kim Clijsters ha battuto in finale  Lisa Raymond con il punteggio di 6–2, 6–2

### Doppio
Elena Bovina /  Daniela Hantuchová hanno battuto in finale  Bianka Lamade /  Patty Schnyder con il punteggio di 6–3, 6–3